# Acanthogobius
Acanthogobius, rod riba iz porodice glavoča (Gobiidae). Od 6 priznatih vrsta A. flavimanus, A. hasta, A. lactipes i A. luridus. žive u svim vodama, morskim, slatkim i bočatim, a ostale dvije u oceanima i bočatim vodama.

## Vrste
Ovaj rod obuhvaća 6 vrsta:
- Acanthogobius elongatus (Fang, 1942)
- Acanthogobius flavimanus (Temminck & Schlegel, 1845)
- Acanthogobius hasta (Temminck & Schlegel, 1845)
- Acanthogobius insularis Shibukawa & Taki, 1996
- Acanthogobius lactipes (Hilgendorf, 1879)
- Acanthogobius luridus Ni & Wu, 1985